# Endochorie

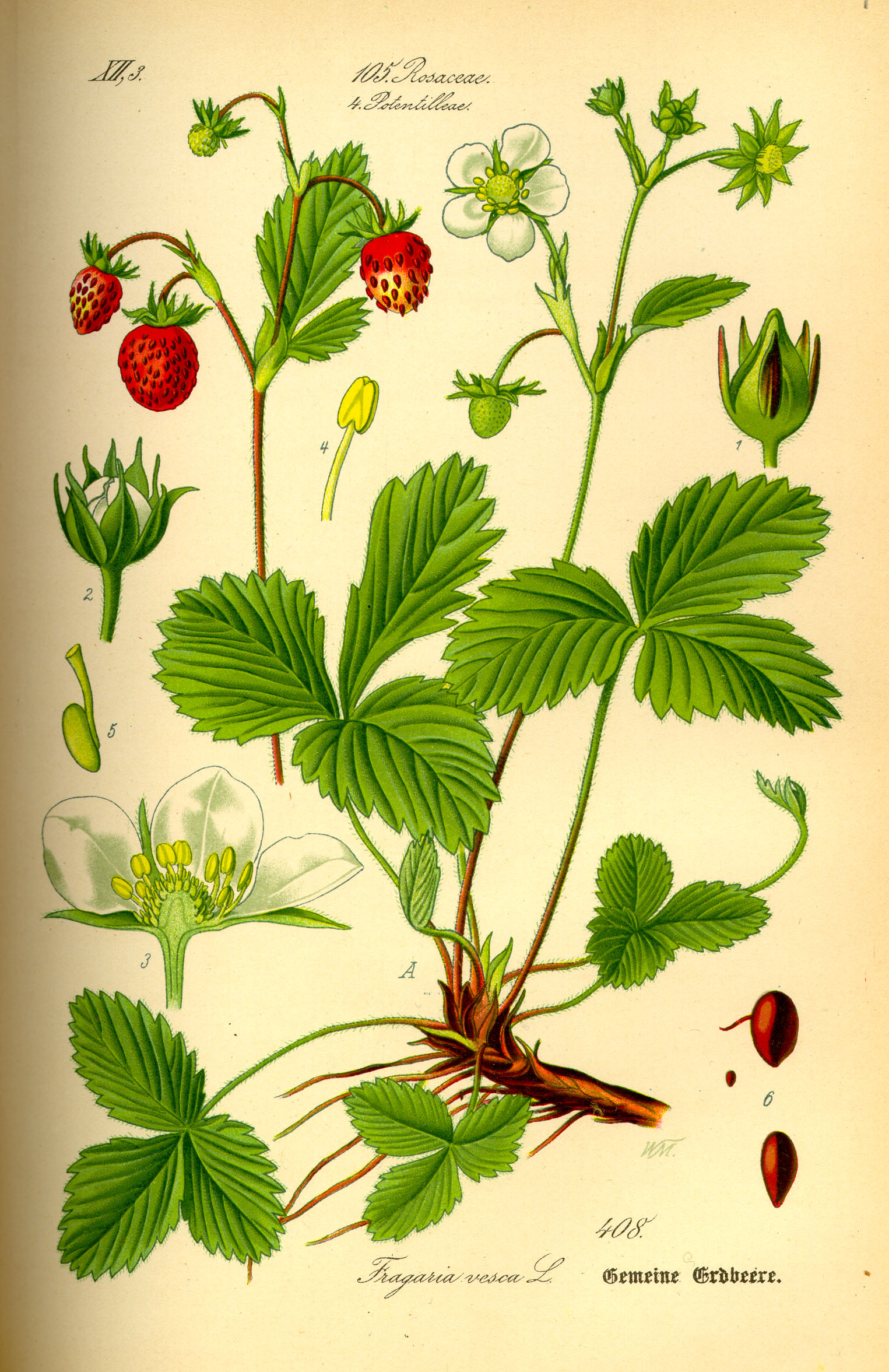
Die Walderdbeere gehört zu den Pflanzen, die die Endochorie als Ausbreitungsmechanismus nutzen

Die Endochorie oder Verdauungsausbreitung (Darmwanderer) ist ein Mechanismus, den Pflanzen zur Ausbreitung ihrer Samen nutzen. Sie ist eine Unterform der sogenannten Zoochorie, der Ausbreitung durch Tiere, und wird deshalb gelegentlich auch als Endozoochorie bezeichnet.

## Funktionsweise
Früchte (generative Diasporen) können Anlockungsmittel ausbilden, wie sensorische Aromastoffe oder rote Farbe: Im unreifen Zustand sind sie meist grün. Durch einen Farbwechsel zu rot, dunkelblau oder schwarz heben sie sich deutlich vom grünen Blattwerk ab und signalisieren ihre Reife, dann sind die in ihnen enthaltenen Samen gereift. Nach den Eigenschaften des Perikarps in den reifen Früchten unterscheidet man zwischen Öffnungs-, Zerfalls- oder Schließfrüchten.
Nach dem Verzehr der Diasporen durch Menschen oder Tiere werden die hartschaligen Samen, Steinkerne und Nüsschen in der Regel wieder ausgeschieden. Größere Samen besitzen oft eine Spindelform zur Erleichterung der Darmpassage, wie die der Dattelpalmen oder des Olivenbaums. Die Konsistenz der Samenschale ist meist durch Verholzung verfestigt, um den Endosperm vor der Einwirkung von Verdauungsenzymen zu bewahren. Verdauungssäfte bereiten die Samenschale häufig auf ihre Keimung vor: indem das Endokarp gelöst wird, wird die Germination initiiert. Für einige Pflanzen wie beispielsweise die Himbeere oder den afrikanischen Baobab ist die Darmpassage der Diasporen sogar die Voraussetzung für deren Keimung. Der mitausgeschiedene Kot dient dem Keimling häufig als Dünger.

## Ausbreitungsdistanzen
Die Ausbreitungsdistanz, die Pflanzen damit erreichen, ist abhängig von der Verweildauer der Kerne im Verdauungstrakt. Eine große Rolle spielt allerdings auch der Aktionsradius der Tiere. Die Distanz zwischen der Mutterpflanze und dem durch Endochorie ausgebreiteten Sämling kann daher zwischen wenigen Metern und mehreren Kilometern liegen.

## Vögel als wichtigste Tiergruppe der Endochorie
Zu einer der wichtigsten Tiergruppen, die an der Endochorie beteiligt sind, zählen die Vögel. Efeu, Pfaffenhütchen, Maiglöckchen und Wildrosen werden durch sie ausgebreitet. Die Mistel ist vollständig auf die Ornithochorie angewiesen. Auch die Ausbreitung einiger Wasserpflanzen wie Laichkräuter, der Igelkolben sowie viele Arten der Seggen ist abhängig von Wasservögeln wie den Enten. Die durch Vögel erreichte Ausbreitungsdistanz ist häufig nur sehr gering und beträgt regelmäßig nur 25 bis 50 Meter. Dies ist darauf zurückzuführen, dass Vögel häufig nur einen geringen Aktionsradius haben und ihre Nahrung den Verdauungstrakt sehr schnell passiert.

## Endochore Pflanzen ohne Ausbreiter
Eine Reihe nordamerikanischer Bäume produzieren Früchte, die nach der Reife zu Boden fallen und verfaulen. Zu diesen Pflanzen gehören der Lederhülsenbaum, der Geweihbaum sowie der Milchorangenbaum. In Nordamerika gibt es jedoch keine dort natürlich vorkommenden Tierarten mehr, die diese Früchte fressen. Auffallend bei diesen Pflanzen ist, dass alle der oben genannten Bäume sehr große Früchte ausbilden. Das hat zu der Theorie geführt, dass die amerikanische Megafauna, die vor 14.000 Jahren ausgestorben ist, an der endochoren Ausbreitung dieser Baumarten beteiligt war. Mammuts wie das Präriemammut, Mastodonten und Riesenfaultiere wären in der Lage gewesen, diese Pflanzen zu verzehren. Insbesondere beim Milchorangenbaum kann dadurch erklärt werden, dass er nur noch an wenigen und sehr weit auseinanderliegenden Standorten vorkommt.